# Tomica Milosavljević
Tomica Milosavljević (en serbe cyrillique : Томица Милосављевић ; né le 24 décembre 1955 à Kruševac) est un homme politique serbe. Il est membre du parti G17 Plus. Il est plusieurs fois ministre de la Santé dans les gouvernements de Zoran Đinđić, Zoran Živković, de Vojislav Koštunica et de Mirko Cvetković.

## Biographie
En 1979, Tomica Milosavljević obtient une licence à la Faculté de médecine de l'université de Belgrade, puis, en 1983, il y obtient un master et, en 1988, un doctorat. Il est spécialiste de médecine interne et, plus particulièrement, de gastroentérologie. Milosavljević termine sa spécialisation à Munich (Klinikum rechts der Isar), à Amsterdam (Centre Médical Académique) et à Londres (St. Mark's Hospital).
À partir de 2001, il devient l'assistant du directeur du Centre clinique de Serbie et directeur de la clinique de gastroentérologie.
Tomica Milosavljević a déjà été ministre de la Santé en 2002 et 2003 et de 2004 à 2006, dans le premier gouvernement Koštunica.
Il est marié et père de trois enfants. Il parle russe et anglais.